# یلوه باربادوس
یلوه باربادوس یک گونه یلوه فسیلی بومی باربادوس با وضعیت طبقه‌بندی نامشخص است. در گذشته توسط پیرس برودکورب در سال ۱۹۶۵ با نام Fulica podagrica توصیف شد. با این حال، این طبقه‌بندی توسط استورز اولسون هنگامی که او مطالب برودکورب را دوباره در سال ۱۹۷۴ توصیف کرد تنها با هولوتایپ برودکورب که از استخوان بازو و چند عنصر ساق پا از جمله استخوان ران، تیبیوتارسوس و قطعات تارسومتارسوس تشکیل شده‌است، شناخته شده‌است. استخوان بازو ممکن است به‌طور خاص از چنگر آمریکایی (Fulica americana) متمایز نباشد، اما بیشتر قطعات استخوان ران، تیبیوتارسوس و تارسومتارسوس از یک یلوه بزرگ‌تر هنوز توصیف‌نشده از یک سردهٔ نامشخص و مرتبط با Fulica هستند. اولسون همچنین فرض کرد که مواد برودکورب ممکن است ترکیبی از چندین گونه یلوه باشد. قطعه‌های استخوان در نهشته‌های پلیستوسن پسین در پریش سنت فیلیپ و راگد پوینت در باربادوس کشف شد.